# Киут, Николай Басиатович
Николай Басиатович Киут (2 мая 1910, Киндги, Сухумский округ, Кутаисская губерния, Российская империя — 29 мая 1986, Сухуми, Абхазская АССР, Грузинская ССР, СССР) — грузинский и абхазский государственный деятель; публицист, член Союза журналистов СССР (1958); Министр культуры Абхазской АССР (1967—1971); депутат Верховного Совета Абхазской АССР, член Абхазского обкома КП Грузии; заслуженный журналист Грузинской ССР, заслуженный работник культуры Абхазской АССР.

## Биография
Родился в 1910 году в седе Киндги Сухумского округа в крестьянской семье.
Окончил сельскую школу в родном селе и поступил в абхазскую школу-интернат, которую окончил в 1928 году.
С 1928 по 1931 годы обучался в Сухумском педагогическом техникуме, а после его окончания с 1931 года работал в Абхазском научно-исследовательском институте краеведения. Одновременно был актёром в Абхазского драматического театра. Позднее поступил на работу в редакцию газеты «Аԥсны ҟаԥшь».
С 1931 по 1933 годы обучался в Московском горном институте, но по решению Правительства Абхазской АССР был отозван на работу в редакцию разеты «Апсны Капш», где трудился заведующим сельхоз отделом (1933—1934), заместителем ответственного редактора (1934—1937), переводчика, выпускающего, заведующего отделом информации, заведующего отделом культуры (1938—1953).
С 1942 года воевал на фронтах Великой Отечественной войны: на Закавказском, Северо-Кавказском, 1-м Украинском фронтах, участвовал в освобождении Польши и Чехословакии. На фронте вступил в ряды КПСС.
В 1946 году, после демобилизации, вернулся к журналистской деятельности в газете «Апсны Капш» и с 1953 по 1967 годы был редактором газеты.
Окончил филиал Тбилисского вечернего юридического института ин-та (1948—1951), вечерний университет марксизма-ленинизма при Сухумском ГК КП Грузии (1949—1951), заочно факультет журналистики Высшей партийной школы при ЦК КПСС (1954—1959), проходил практику в газете «Правда».
В 1967 году был назначен министром культуры Абхазской АССР, на должности которого особо заботился о развитии Абхазского театра, симфонической музыки, народном искусстве, усилении контактов с народами СССР. В качестве министра культуры проработал до 1971 года, не прекращая связей с народной газетой.
В 1973 году по болезни вышел на пенсию, но до 1984 года продолжал работать в редакции газеты «Апсны Капш».
Скончался 29 мая 1986 года.

## Награды
Награждён орденами Красной Звезды (1943), Отечественной войны I и II степеней (1985, 1945), «Знак почета» (1962, 1971), Почетными грамотами Президиумов Верховных Советов Грузинской ССР и Абхазской АССР. Ему было присвоено звание заслуженного журналиста Грузинской ССР.